# جسر محمد حسن خان
جسر محمد حسن خان (بالفارسية: پل محمدحسن‌خان) هو جسر تاريخي يعود إلى عصر القاجاريون، ويقع في مقاطعة بابل.